# Paraspathius periparetus
Paraspathius periparetus är en stekelart som beskrevs av Nixon 1943. Paraspathius periparetus ingår i släktet Paraspathius och familjen bracksteklar.

## Underarter
Arten delas in i följande underarter:
- P. p. sarawakensis
- P. p. mindanaoensis